# 自貢站
自贡站，曾用工程名自贡东站，是一座位于四川省自贡市沿滩区仙市镇蕉湾村的铁路车站，经高铁连接线与东环路相接，北邻东盐都大道、东邻蓉遵高速公路，于2020年1月开工建设，2021年6月28日随绵泸高速铁路内自泸段开通运营而启用。自贡站将成为自贡市对外的主要门户枢纽、川南地区铁路区域枢纽，有绵泸高铁和成宜高铁经过，规划有雅安至自贡至重庆铁路经过。

## 车站结构与设施
自贡站为高架站房，地上两层，配有站前地下空间。站房总建筑面积3.5万平方米，候车大厅1.2万平方米，最大旅客输送能力每小时7000人以上，候车大厅设座位1264个，可同时容纳1.5万至2万名旅客。站房采用全玻璃外立面，融入自贡的盐特色，以全玻璃幕墙呈现“盐立方”结构，站房正立面下沿微微起拱。
自贡站规划采用“三站合一”的建设模式，将公交长途车站、旅游集散中心等重要的城市公共功能与高铁站统筹设计，到达旅客通过地下城市通廊单向进入十字形换乘大厅，各类换乘区域以一条十字通廊串联，出站旅客不需要垂直交通，顺着通廊即可进入各个区域。
2站台与5站台预留了屏蔽门安装位置，供后期绵泸高铁车辆不停车通过使用。

自贡站车站设施
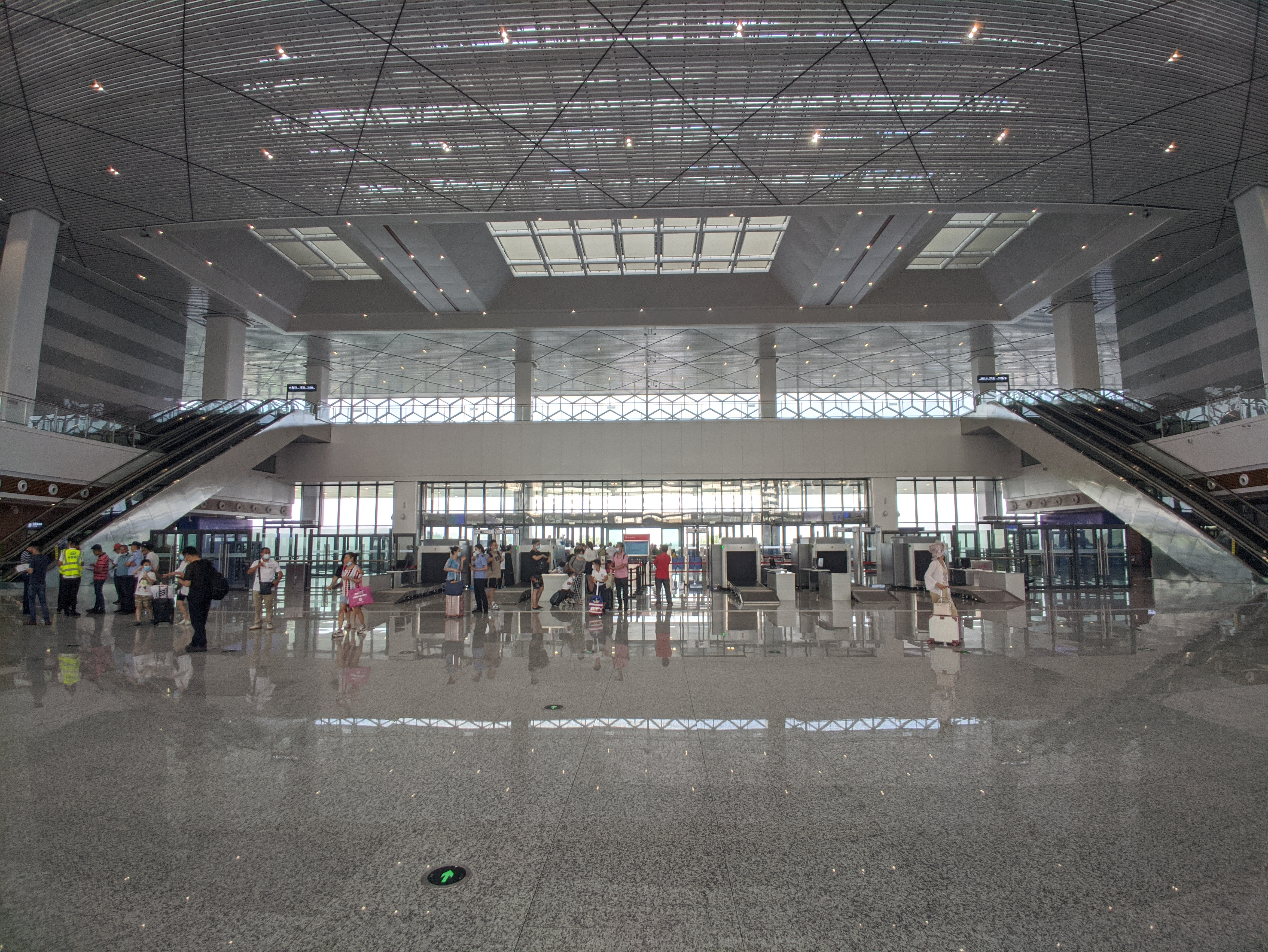
自贡站进站后安检
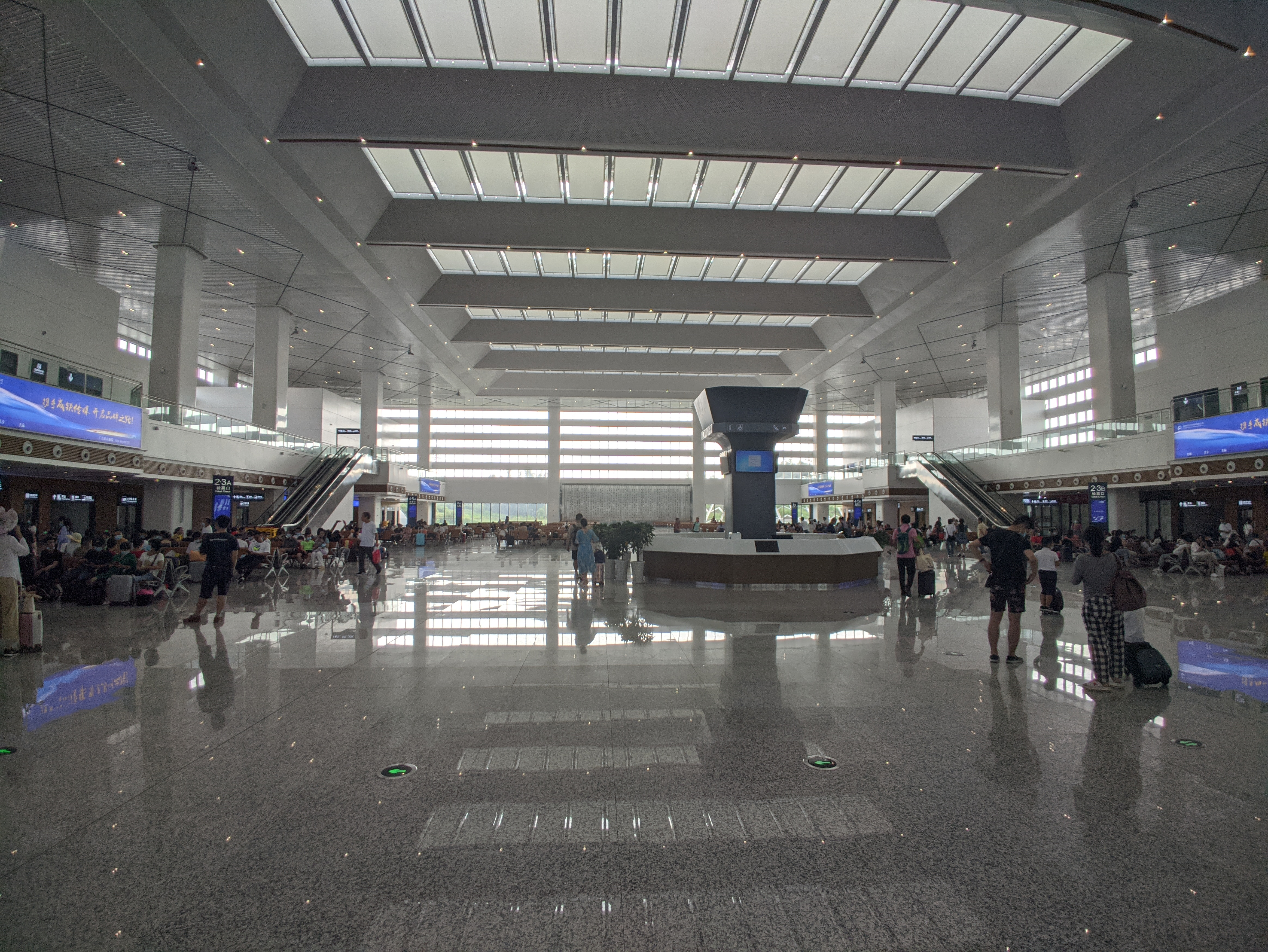
自贡站候车大厅
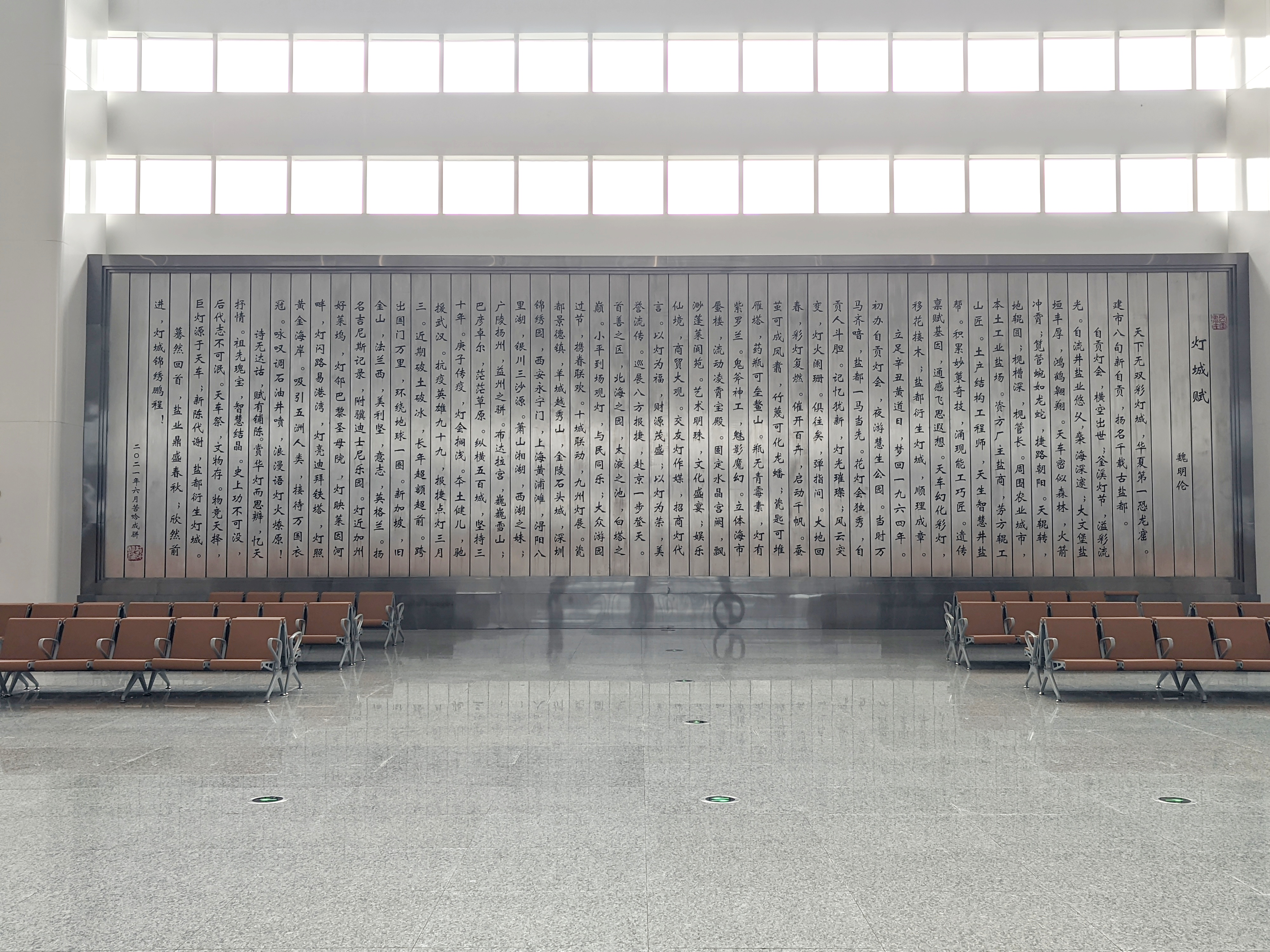
自贡站候车大厅的灯城赋
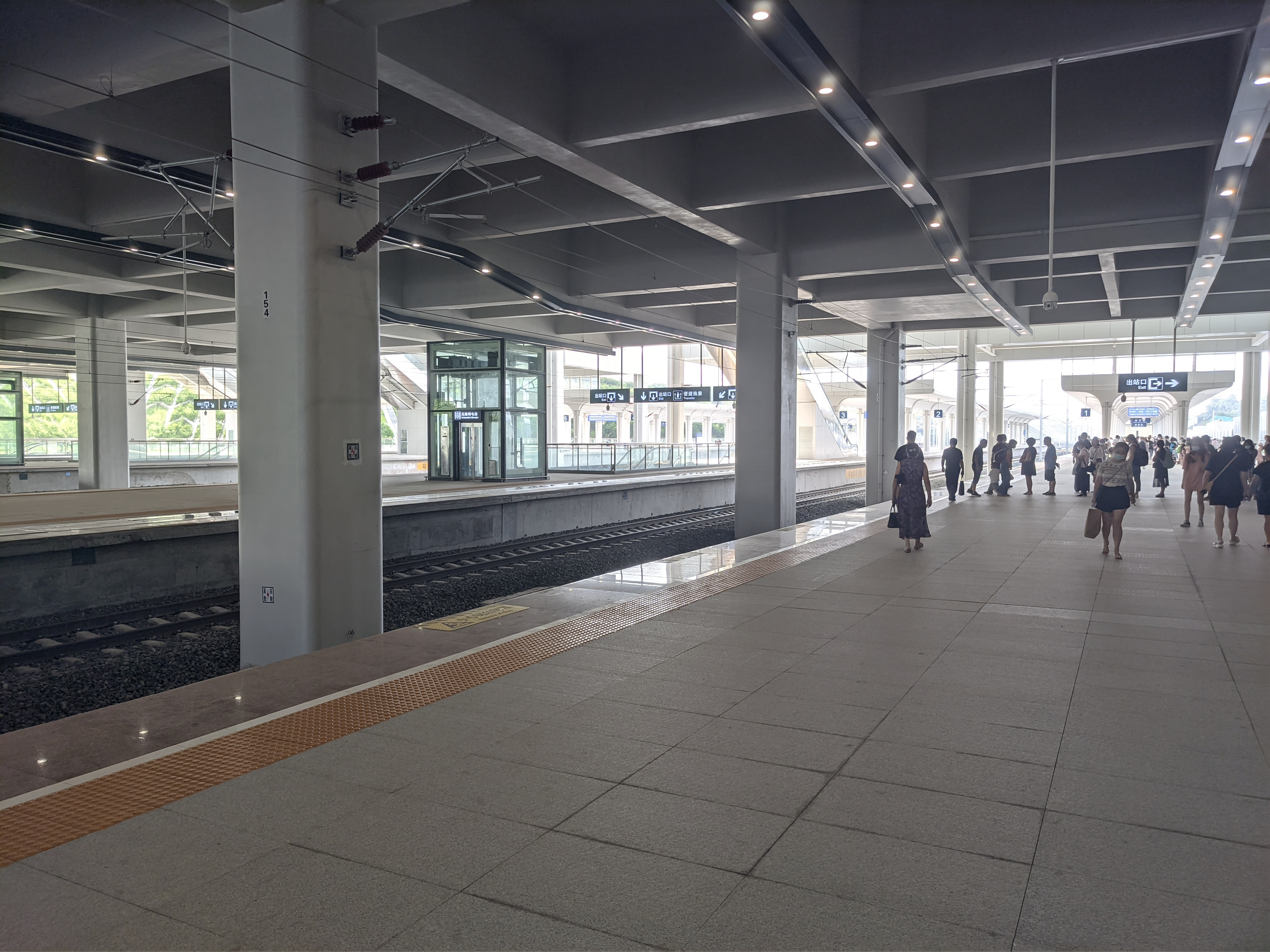
自贡站1站台
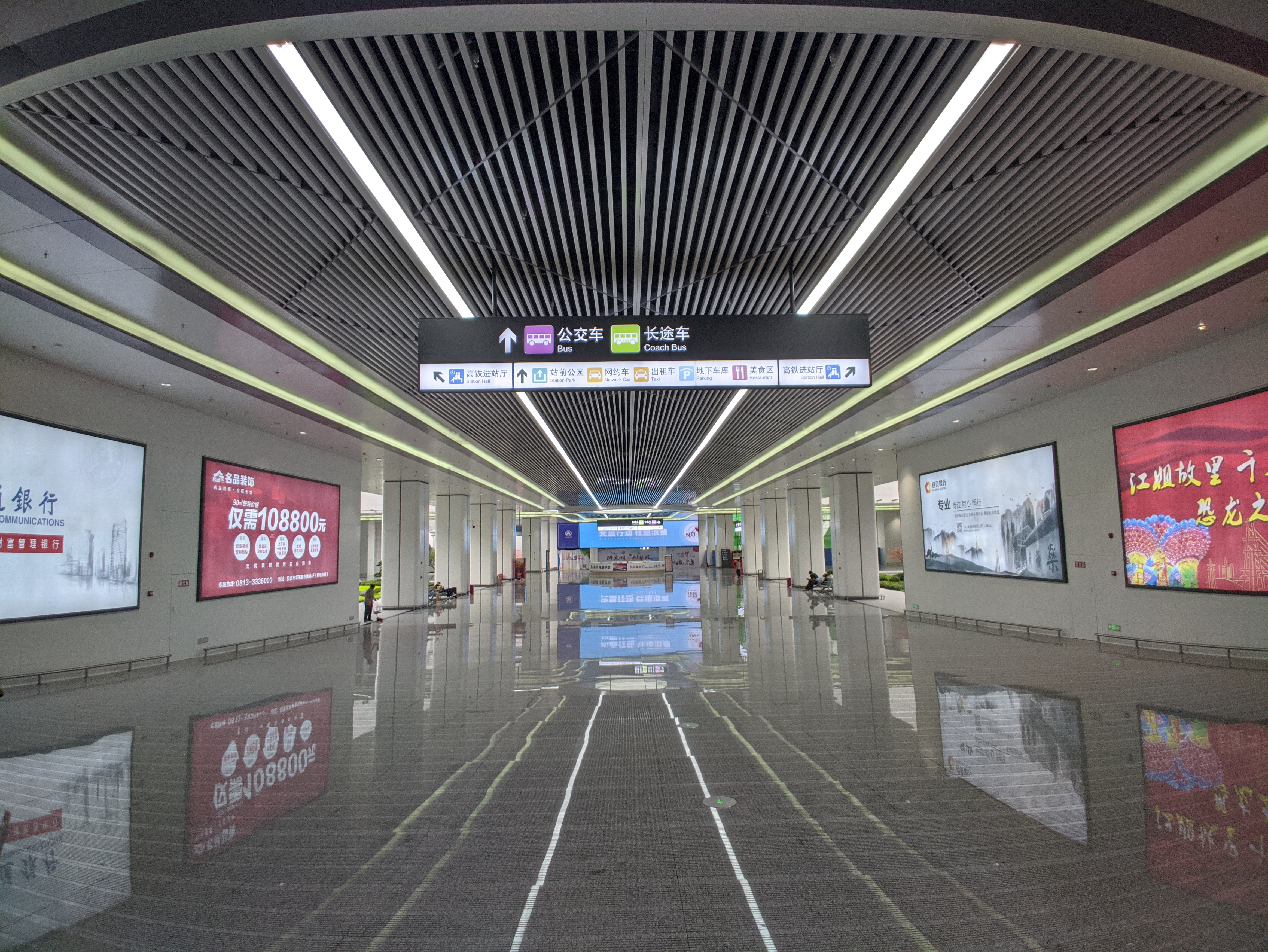
自贡站连廊
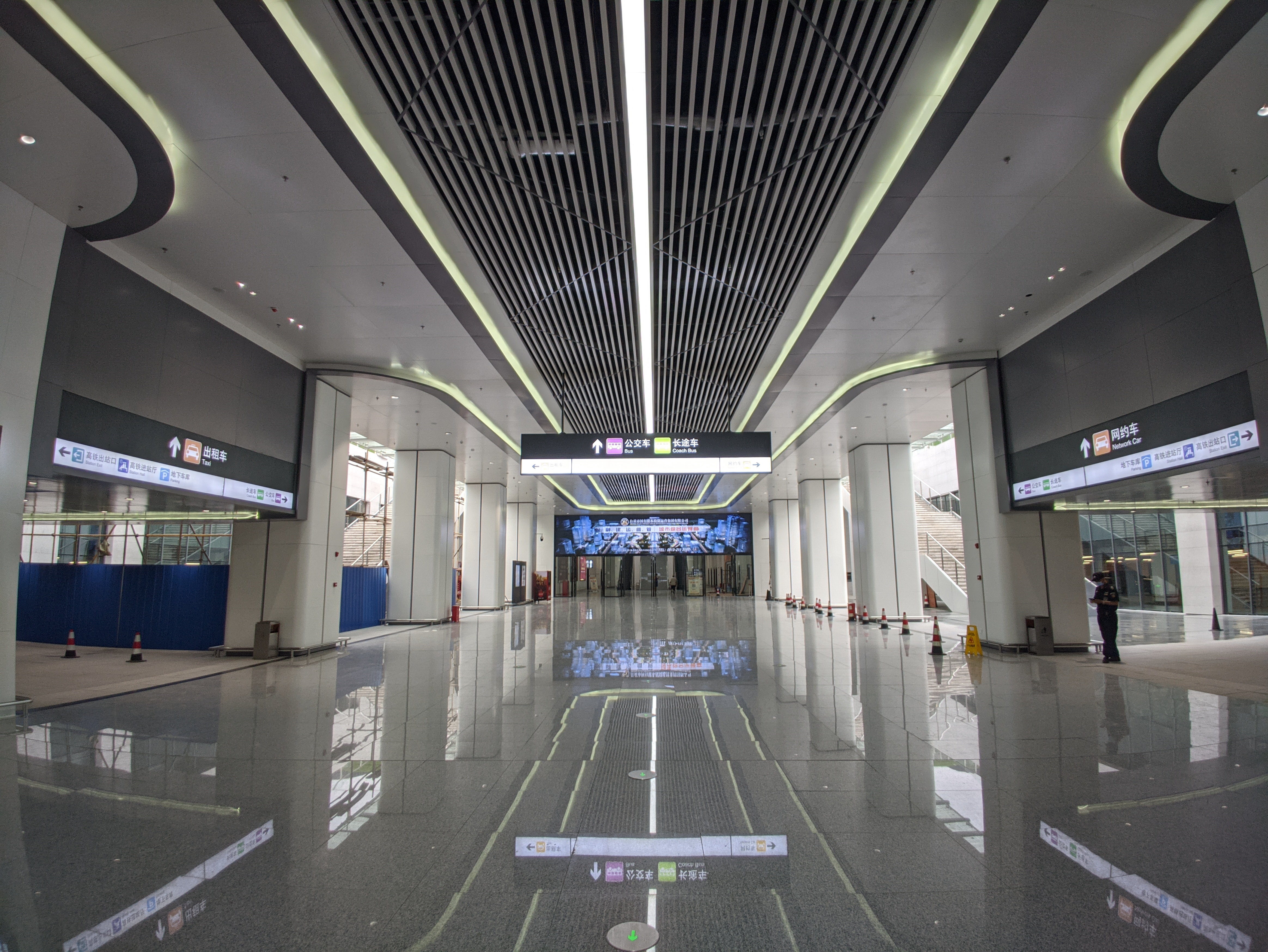
自贡站连廊往公交车站方向

### 楼层分布
| 三层   | 商业     |                              |
| 二层   | 进站口   | 售票厅，安检口，商务座候车室 |
| 二层   | 高铁站房 | 候车室，检票口               |
| 一层   | 侧式站台 | 侧式站台                     |
| 一层   | 6站台    | 绵泸高铁 往泸州方向          |
| 一层   | 5站台    | 绵泸高铁 往泸州方向          |
| 一层   | 岛式站台 |                              |
| 一层   | 4站台    | 成宜高铁 往宜宾方向          |
| 一层   | 通过线   | 成宜高铁 下行列车通过线      |
| 一层   | 通过线   | 成宜高铁 上行列车通过线      |
| 一层   | 3站台    | 成宜高铁 往成都东方向        |
| 一层   | 岛式站台 |                              |
| 一层   | 2站台    | 绵泸高铁 往内江北方向        |
| 一层   | 1站台    | 绵泸高铁 往内江北方向        |
| 一层   | 侧式站台 |                              |
| 一层   | 预留商业 | 人工售票                     |
| 负一层 | 出站口   |                              |